# Lista tomów serii Kulinarne pojedynki
Ten artykuł zawiera listę tomów serii Kulinarne pojedynki napisanej przez Yūto Tsukudę i zilustrowanej przez Shuna Saekiego, publikowanej w magazynie „Shūkan Shōnen Jump” wydawnictwa Shūeisha od 26 listopada 2012 do 17 czerwca 2019. Między 27 czerwca a 29 sierpnia 2019 w magazynie „Jump Giga” ukazały się również trzy dodatkowe rozdziały zatytułowane Shokugeki no Sōma: Le dessert. Wydawnictwo Shūeisha zebrało rozdziały mangi do wydań w formacie tankōbon, które publikowane były między 4 kwietnia 2013 a 4 października 2019.
W Polsce seria ukazała się nakładem wydawnictwa Waneko.
| Nr | Język japoński      | Język japoński         | Język polski      | Język polski           |
| Nr | Data wydania        | ISBN                   | Data wydania      | ISBN                   |
| --- | ------------------- | ---------------------- | ----------------- | ---------------------- |
| 1 | 4 kwietnia 2013     | ISBN 978-4-08-870721-1 | 25 listopada 2016 | ISBN 978-83-8096-118-0 |
| Lista rozdziałów - 1. Bezkresna dzicz (jap. 果て無き荒野 Hate naki kōya) - 2. Boskie podniebienie (jap. 神の舌 Kami no shita) - 3. Furikake transformacji (jap. 『化ける』ふりかけ „Bakeru” furikake) - 4. Przemowa szatana (jap. 魔王、『玉』を語る Maō, „gyoku” o kataru) - 5. Kucharz, który nigdy się nie uśmiecha (jap. その料理人は笑わない Sono ryōrijin wa warawanai) - Specjalny one-shot - Dodatek. Z pamiętnika uczennicy Kurase (jap. 『倉瀬さんの日記』 „Kurase-san no nikki”) |                     |                        |                   |                        |
| 2 | 4 czerwca 2013      | ISBN 978-4-08-870762-4 | 25 stycznia 2017  | ISBN 978-83-8096-119-7 |
| Lista rozdziałów - 6. Maria z Gwiazdy Polarnej (jap. 極星の聖母 Kyokusei no Maria) - 7. Teren bezprawia (jap. 無法地帯 Muhō chitai) - 8. Posiłek przywołujący wiosnę (jap. 春を呼ぶ皿 Haru o yobu sara) - 9. Królowa śniegu i wiosenny sztorm (jap. 氷の女王と春の嵐 Kōri no joō to haru no arashi) - 10. Mięsny najeźdźca (jap. 肉の侵略者 Niku no shinryaku-sha) - 11. Noc przed pojedynkiem (jap. 対決前夜 Taiketsu zen’ya) - 12. Wkroczenie na arenę (jap. 戦場に臨む Senjō ni nozomu) - 13. Cichy don, wymowny don (jap. 静かなる丼、雄弁な丼 Shizukanaru don, yūben’na don) - 14. Ogród Megumi (jap. 惠の庭 Megumi no niwa) |                     |                        |                   |                        |
| 3 | 2 sierpnia 2013     | ISBN 978-4-08-870787-7 | 17 marca 2017     | ISBN 978-83-8096-120-3 |
| Lista rozdziałów - 15. Starcie z elitą (jap. 摩擦と選良 Masatsu to senryō) - 16. Koncert pomysłów i twórczości (jap. 発想と創造の協奏曲 Hassō to sōzō no kyōsōkyoku) - 17. Szata zdobiąca górę (jap. 山を彩る衣 Yama o irodoru koromo) - 18. Nasiona pomysłu (jap. アイデアの種 Aidea no tane) - 19. Roziskrzona dusza (jap. 火花散る魂 Hibana chiru tamashii) - 20. Wyrok (jap. 宣告 Senkoku) - 21. Najwspanialszy przepis (jap. 至上のルセット Shijō no rusetto) - Dodatek specjalny. Moje i twoje porady sercowe (jap. キミと私の恋愛相談 Kimi to watashi no ren’ai sōdan) - Dodatek. Cuoco in Italia |                     |                        |                   |                        |
| 4 | 4 września 2013     | ISBN 978-4-08-870822-5 | 25 maja 2017      | ISBN 978-83-8096-121-0 |
| Lista rozdziałów - 22. Absolwenci (jap. 卒業生達 Sotsugyōsei tachi) - 23. Dowód życia (jap. 存在の証明 Sonzai no shōmei) - 24. Czarodziej ze wschodu (jap. 東から来た魔術師 Azuma kara kita majutsushi) - 25. Druga strona medalu (jap. その面影 Sono omokage) - 26. Pamięć jednego posiłku (jap. ひと皿の記憶 Hito sara no kioku) - 27. Gorycz porażki (jap. 敗北の苦み Haiboku no nigami) - 28. Nikt nie może spać! (jap. 誰も寝てはならぬ Dare mo nete wa naranu) - 29. Jajka przed świtem (jap. 夜明け前の卵たち Yoake mae no tamago tachi) - 30. Pułapka uprzedzenia (jap. 想定の陥穽 Sōtei no kansei) |                     |                        |                   |                        |
| 5 | 4 grudnia 2013      | ISBN 978-4-08-870855-3 | 25 lipca 2017     | ISBN 978-83-8096-122-7 |
| Lista rozdziałów - 31. Metamorufuoze (jap. メタモルフォーゼ) - 32. Odoru ryōrinin (jap. 踊る料理人) - 33. Izure takakaumono tachi e (jap. いずれ戦う者たちへ) - 34. Tōtsuki o meguru inen (jap. 遠月を巡る因縁) - 35. Kannō no karaage (1) (jap. 官能の唐揚げ(1)) - 36. Kannō no karaage (2) (jap. 官能の唐揚げ(2)) - 37. Kannō no karaage (3) (jap. 官能の唐揚げ(3)) - 38. Kannō no karaage (4) (jap. 官能の唐揚げ(4)) - 39. Erabareshi mono (jap. 選ばれし者) - Dodatek. „Aki no mikaku o oagari yo!” (jap. 『秋の味覚をおあがりよ!』) |                     |                        |                   |                        |
| 6 | 4 lutego 2014       | ISBN 978-4-08-880007-3 | 26 grudnia 2017   | ISBN 978-83-8096-123-4 |
| Lista rozdziałów - 40. Kikan (jap. 帰還) - 41. „Syura” to yobareda otoko (jap. 『修羅』と呼ばれだ男) - 42. Mezame no kuchizuke (jap. 目覚めの口づけ) - 43. Banri o kakeru ryōrinin (jap. 万里を駆ける料理人) - 44. Yosō-gai no sutorēto (jap. 予想外のストレート) - 45. Kaori to shigeki no bansōsha (jap. 香りと刺激の伴奏者) - 46. Ryu wa fushi, sora e noboru (jap. 龍は臥し、空へ昇る) - 47. Tatakai no kioku (jap. 斗いの記憶) - 48. Michi naru kichi (jap. 未知なる既知) - Dodatek. „Manatsu no Nikumi-san” (jap. 「真夏の肉魅さん」) |                     |                        |                   |                        |
| 7 | 4 kwietnia 2014     | ISBN 978-4-08-880044-8 | 27 listopada 2017 | ISBN 978-83-8096-124-1 |
| Lista rozdziałów - 49. Gunrō (jap. 群狼) - 50. Nichijō o koeru mono (jap. 日常を越えるもの) - 51. Majo no shokutaku (jap. 魔女の食卓) - 52. Hana ni tsukaeru mono (jap. 花に仕える者) - 53. Samui kuni kara yatekita otoko (jap. 寒い国からやってきた男) - 54. Hana hiraku ko no kyōen (jap. 花開く個の競演) - 55. Chi de ugatsu ana (jap. 知で穿つ穴) - 56. Tosukāna no tsuki (jap. トスカーナの月) - 57. Kanojo no omoide (jap. 彼女の思い出) |                     |                        |                   |                        |
| 8 | 4 lipca 2014        | ISBN 978-4-08-880138-4 | 26 stycznia 2018  | ISBN 978-83-8096-125-8 |
| Lista rozdziałów - 58. Seinaru kaori (jap. 聖なる香り) - 59. Sorezore no buki (jap. それぞれの武器) - 60. Senshi tachi no utage (jap. 戦士たちの宴) - 61. Kokoro o noseru (jap. 心をのせる) - 62. Tsuwamono kenzan (jap. 強者見参) - 63. Takurami (jap. たくらみ) - 64. On za ejji (jap. オンザエッジ) - 65. Bentō shinka-ron (jap. 弁当進化論) - Dodatek. „Natsuyasumi no Erina” (jap. 「夏休みのエリナ」) |                     |                        |                   |                        |
| 9 | 4 września 2014     | ISBN 978-4-08-880176-6 | 26 marca 2018     | ISBN 978-83-8096-126-5 |
| Lista rozdziałów - 66. Sono hako ni tsumeru mono (jap. その箱に詰めるもの) - 67. Kōsaku suru hikari to kage (jap. 交錯する光と影) - 68. Minatomachi no kessen (jap. 『港町』の決戦) - 69. Chūbō no dokusaisha (jap. 厨房の独裁者) - 70. Taikyoku (jap. 対極) - 71. „Yūki” to „kakugo” (jap. 『勇気』と『覚悟』) - 72. „Gyoku” no sedai (jap. 『玉』の世代) - 73. Sai o ugatsu (jap. 細を穿つ) - 74. Binkan kaijū (jap. 敏感怪獣) |                     |                        |                   |                        |
| 10 | 21 czerwca 2014     | ISBN 978-4-08-880212-1 | 16 maja 2018      | ISBN 978-83-8096-127-2 |
| Lista rozdziałów - 75. Kamen no shita (jap. 仮面の下) - 76. Kettō no sahō (jap. 決闘の作法) - 77. Tsuisekisha (jap. 追跡者) - 78. Kamihitoe no kōbō (jap. 紙一重の攻防) - 79. Saigo no „Kādo” (jap. 最後の"切り札") - 80. Shōbu no jōken (jap. 勝負の条件) - 81. Kansatsusha, kitaru (jap. 観察者、来る) - 82. Sutato rain (jap. スタートライン) - 83. Ou mono to owareru mono (jap. 追う者と追われる者) - Dodatek. Nakiri Erina ~Shōjo manga to no kareinaru deai~ (jap. 薙切 えりな ～少女漫画との華麗なる出会い～) |                     |                        |                   |                        |
| 11 | 4 marca 2015        | ISBN 978-4-08-880318-0 | 26 lipca 2018     | ISBN 978-83-8096-128-9 |
| Lista rozdziałów - 84. Kakusareta kadai (jap. 隠された課題) - 85. Hitokuchime no himitsu (jap. 一口目の秘密) - 86. Garunīchūru (jap. ガルニーチュール) - 87. Hisaku (jap. 秘策) - 88. ~Yume no kuni~ (jap. ~夢の国~) - 89. Asa wa mata kuru (jap. 朝はまた来る) - 90. Tetsu no ishi, hagane no kokoro (jap. 鉄の意志、鋼の心) - 91. Kurai au kemono (jap. 喰らいあう獣) - 92. Faia sutātā (jap. 発火装置) |                     |                        |                   |                        |
| 12 | 3 kwietnia 2015     | ISBN 978-4-08-880331-9 | 26 września 2018  | ISBN 978-83-8096-129-6 |
| Lista rozdziałów - 93. Aki o tsugeru „katana” (jap. 秋を告げる〝刀〟) - 94. Shun o tsukamu (jap. 旬をつかむ) - 95. „Shun” o meguru tatakai (jap. 「旬」を巡る戦い) - 96. Tsukanda kotae (jap. 掴んだ答え) - 97. Gekkō no kioku (jap. 月光の記憶) - 98. Tsunde kita „mono” (jap. 積んできた"モノ") - 99. Senjin o kiru kiba (jap. 先陣をきる牙) - 100. Surudoki hasaki (jap. 鋭き刃先) - 101. Kitaeta meitō (jap. 鍛えた名刀) |                     |                        |                   |                        |
| 13 | 4 czerwca 2015      | ISBN 978-4-08-880367-8 | 26 listopada 2018 | ISBN 978-83-8096-130-2 |
| Lista rozdziałów - 102. Sōma no „tsuyosa” (jap. 創真の"強さ") - 103. Supesharite (jap. スペシャリテ) - 104. Aratanaru „gyoku” (jap. 新たなる『玉』) - 105. Sutajiēru (jap. スタジエール) - 106. Mondai no ōi hanbōten (jap. 問題の多い繁忙店) - 107. Risō to no kyori (jap. 理想との距離) - 108. Michi o erabu (jap. 道を選ぶ) - 109. Hikari o ateru mono (jap. 光をあてる者) - Nakama Ryō ban Shokugeki no Sōma” (jap. 仲間りょう版 「食戟のソーマ」) - Shoku no sōma betsubara! (#1.#2) (jap. 食戟のソーマ 別腹! (#1.#2)) |                     |                        |                   |                        |
| 14 | 4 sierpnia 2015     | ISBN 978-4-08-880448-4 | 25 stycznia 2019  | ISBN 978-83-8096-131-9 |
| Lista rozdziałów - 110. Majutsu-shi futatabi!! (jap. 魔術師再び！！) - 111. Kōsu ryōri (jap. コース料理) - 112. Seichō e no michishirube (jap. 成長への道標) - 113. Wasure rareta yasai-tachi (jap. 忘れられた野菜たち) - 114. Yukihira kai (jap. ユキヒラ・改) - 115. Buchiyaburu (jap. ぶち破る) - 116. Seichō to iu kajitsu (jap. 成長という果実) - 117. Ifudōdō (jap. 威風堂々) - 118. Tōtsuki jyukketsu (jap. 遠月十傑) |                     |                        |                   |                        |
| 15 | 3 października 2015 | ISBN 978-4-08-880486-6 | 26 marca 2019     | ISBN 978-83-8096-132-6 |
| Lista rozdziałów - 119. Jyukketsu to no kyori (jap. 十傑との距離) - 120. Monsutā ibento (jap. 怪物行事) - 121. Karami raisan (jap. 辛味礼参) - 122. Mā to rā (jap. ｢麻｣ と ｢辣｣) - 123. Karasa o osorezu (jap. 辛さを恐れず) - 124. Kōka seishō (jap. 校歌斉唱) - 125. Gekkyōsai (jap. 月饗祭) - 126. Yatai dai-sakusen! (jap. 屋台大作戦！) - 127. Gekkō no sasayaki (jap. 月光のささやき) - Shoku no sōma betsubara! (#3.#4) (jap. 食戟のソーマ 別腹! (#3.#4)) |                     |                        |                   |                        |
| 16 | 4 stycznia 2016     | ISBN 978-4-08-880583-2 | 24 maja 2019      | ISBN 978-83-8096-133-3 |
| Lista rozdziałów - 128. Shikaku (jap. 死角) - 129. Shishi to shishi (jap. 獅子と獅子) - 130. Wakaki shishi-tachi no mure (jap. 若き獅子たちの群れ) - 131. Ano hito o machiwabite (jap. あの人を待ちわびて) - 132. Daiisseki no chikara (jap. 第一席の力) - 133. Kageri yuku shokutaku (jap. 翳りゆく食卓) - 134. Kokuun, tsuki o ōu (jap. 黒雲、月を覆う) - 135. Nakiri no ketsuzoku (jap. 薙切の血族) - 136. Toraware no joō (jap. 囚われの女王) |                     |                        |                   |                        |
| 17 | 4 marca 2016        | ISBN 978-4-08-880628-0 | 26 lipca 2019     | ISBN 978-83-8096-134-0 |
| Lista rozdziałów - 137. Kibō no tomoshibi (jap. 希望の灯火) - 138. Erina, kyokuseiryō e (jap. えりな、極星寮へ) - 139. Kuzure yuku gakuen (jap. 崩れゆく学園) - 140. Miseshime (jap. 見せしめ) - 141. Omoide (jap. 思い出) - 142. Hiretsu kiwamareri (jap. 卑劣極まれり) - 143. Hibuta wa kira reta (jap. 火蓋は切られた) - 144. Renkinjutsu-shi no jitsuryoku (jap. 錬金術師の実力) - 145. Shin no bishoku (jap. 真の美食) |                     |                        |                   |                        |
| 18 | 4 maja 2016         | ISBN 978-4-08-880670-9 | 25 września 2019  | ISBN 978-83-8096-135-7 |
| Lista rozdziałów - 146. Kakushi aji (jap. 隠し味) - 147. Hangeki kaishi!! (jap. 反撃開始！！) - 148. Gaisen (jap. 凱旋) - 149. Tengoku to jigoku (jap. 天国と地獄) - 150. Bōdo Gēmu (jap. ボードゲーム) - 151. Kaisen (jap. 開戦) - 152. Teisatsu e (jap. 偵察へ) - 153. Shi no kaijō (jap. 死の会場) - 154. Kiba o muku (jap. 牙を剥く) |                     |                        |                   |                        |
| 19 | 4 lipca 2016        | ISBN 978-4-08-880745-4 | 28 listopada 2019 | ISBN 978-83-8096-136-4 |
| Lista rozdziałów - 155. Saidai shutsuryoku (jap. 最大出力) - 156. Zettai „on”kan (jap. 絶対"温"感) - 157. Sake wa odoru (jap. 鮭は踊る) - 158. Sono sa (jap. その差) - 159. Seichō (jap. 成長) - 160. Arisu no omoi (jap. アリスの想い) - 161. Kyōen (jap. 競演) - 162. Watashi (jap. 私) - 163. Itadaki o mezasu mono (jap. 頂を目指す者) |                     |                        |                   |                        |
| 20 | 2 września 2016     | ISBN 978-4-08-880776-8 | 29 stycznia 2020  | ISBN 978-83-8096-137-1 |
| Lista rozdziałów - 164. Shishō to deshi (jap. 師匠と弟子) - 165. Futatsu no hyōjō (jap. 二つの表情) - 166. Attō (jap. 圧倒) - 167. Ukabu kao to ukanu kao (jap. 浮かぶ顔と浮かぬ顔) - 168. Deai no hi (jap. 出会いの日) - 169. Ribenji (jap. リベンジ) - 170. Kōtteita omoi (jap. 凍っていた想い) - 171. Forō mī (jap. フォロー ミー) - 172. Iza tatakai no chi e (jap. いざ戦いの地へ) - Shoku no sōma betsubara! #5 (jap. 食戟のソーマ 別腹! #5) |                     |                        |                   |                        |
| 21 | 4 listopada 2016    | ISBN 978-4-08-880806-2 | 26 marca 2020     | ISBN 978-83-8096-793-9 |
| Lista rozdziałów - 173. Fubyōdō (jap. 不平等) - 174. Toki o kakeru sake (jap. 時をかける鮭) - 175. Tōtsuki-ressha wa iku (jap. 遠月列車は行) - 176. Yuki no hi no itazura (jap. 雪の日の悪戯) - 177. Tachiagaru Jannu Daruku (jap. 立ち上がる女騎士) - 178. Kagayaku machi (jap. 輝く街) - 179. Taimen (jap. 対面) - 180. Ribenji macchi (jap. リベンジ・マッチ) - 181. Kuma niku o kōryakuseyo (jap. 熊肉を攻略せよ) - Shoku no sōma betsubara! (#6.#7) (jap. 食戟のソーマ 別腹! (#6.#7)) |                     |                        |                   |                        |
| 22 | 31 grudnia 2016     | ISBN 978-4-08-880886-4 | 26 maja 2020      | ISBN 978-83-8096-794-6 |
| Lista rozdziałów - 182. Shin jukketsu no tanjō (jap. 新十傑の誕生) - 183. Arata na kirikuchi (jap. 新たな切り口) - 184. Ongi (jap. 恩義) - 185. Raibaru to no saisen (jap. ライバルとの再戦) - 186. Umami no tsunawatari (jap. うまみの綱渡り) - 187. Haze yo menchi katsu (jap. 爆ぜよメンチカツ) - 188. Dai ichi raundo (jap. 第１ラウンド) - 189. Dai ni raundo (jap. 第２ラウンド) - 190. Ta ga tame ni (jap. 誰が為に) |                     |                        |                   |                        |
| 23 | 3 marca 2017        | ISBN 978-4-08-881020-1 | 28 lipca 2020     | ISBN 978-83-8096-795-3 |
| Lista rozdziałów - 191. Nessen no hate ni (jap. 熱戦の果てに) - 192. Ranbu (jap. 乱舞) - 193. Sensen fukoku (jap. 宣戦布告) - 194. Daishō (jap. 代償) - 195. Kōya o hiraku mono (jap. 荒野を拓く者) - 196. Sentō o yuku mono (jap. 先頭を征く者) - 197. Kizu darake no mono (jap. 傷だらけの者) - 198. Chikara tsukita mono (jap. 力尽きた者) - 199. Sōma no „tsuyosa” (jap. 創真の“強さ”) |                     |                        |                   |                        |
| 24 | 2 maja 2017         | ISBN 978-4-08-881072-0 | 25 września 2020  | ISBN 978-83-8096-796-0 |
| Lista rozdziałów - 200. Tokkun kaishi! (jap. 特訓開始！) - 201. Takumi no shūnen (jap. タクミの執念) - 202. Erina no kensan (jap. えりなの研鑽) - 203. Saikakunin (jap. 再確認) - 204. Dai jusseki no ketsui (jap. 第十席の決意) - 205. Shiawase no sōzō-sha (jap. 幸せの創造者) - 206. Yōkoso kessen no chi e (jap. ようこそ決戦の地へ) - 207. Akuun (jap. 悪運) - 208. Chi ni ashi tsukete (jap. 地に足つけて) |                     |                        |                   |                        |
| 25 | 4 lipca 2017        | ISBN 978-4-08-881182-6 | 26 stycznia 2021  | ISBN 978-83-8096-797-7 |
| Lista rozdziałów - 209. Ochikobore no ikikata (jap. 落ちこぼれの生き方) - 210. Tōzai no kusareen (jap. 東西の腐れ縁) - 211. Zettaiteki saitei-sha (jap. 絶対的裁定者) - 212. Onko VS chishin (jap. 温故 ＶＳ 知新) - 213. Kanōsei no utsuwa (jap. 可能性の器) - 214. Tsuyosa no kigen (jap. 強さの起源) - 215. Nikuatsu wa seigi (jap. 肉厚は正義) - 216. Kyokuseiryō o seotte (jap. 極星寮を背負って) - 217. 1st BOUT o hete (jap. 1st BOUTを経て) |                     |                        |                   |                        |
| 26 | 4 września 2017     | ISBN 978-4-08-881020-1 | 26 marca 2021     | ISBN 978-83-8096-798-4 |
| Lista rozdziałów - 218. 2nd BOUT (jap. 2nd BOUT) - 219. Sonzai no shōmei (jap. 存在の証明) - 220. Rindō, iza mairan (jap. 竜胆、いざ参らん) - 221. Karami daigassen (jap. 辛味大合戦) - 222. Mamoritai mono (jap. 守りたいもの) - 223. Fīrudo o koete (jap. フィールドを超えて) - 224. Sutorobo, kagayaku (jap. ストロボ、輝く) - 225. Tsuranuku bushidō (jap. 貫く武士道) - 226. Soroibumu toki (jap. 揃い踏む時) |                     |                        |                   |                        |
| 27 | 2 listopada 2017    | ISBN 978-4-08-881224-3 | 26 maja 2021      | ISBN 978-83-8096-799-1 |
| Lista rozdziałów - 227. 2nd BOUT no yukue (jap. 2nd BOUTの行方) - 228. Kibō no rentai (jap. 希望の連帯) - 229. 3nd BOUT (jap. 3rd BOUT) - 230. Shōri o nerae! (jap. 勝利を狙え！) - 231. Enjin zenkai! (jap. 円陣全開！) - 232. Kenkonitteki (jap. 乾坤一擲) - 233. Seichō no shōmei (jap. 成長の証明) - 234. Owatta ze omae...!! (jap. 終わったぜ お前…!!) - 235. Shoku no renkinjutsu-shi (jap. 食の錬金術士) |                     |                        |                   |                        |
| 28 | 2 lutego 2018       | ISBN 978-4-08-881321-9 | 26 lipca 2021     | ISBN 978-83-8096-800-4 |
| Lista rozdziałów - 236. Saisho kara… (jap. 最初から…) - 237. Futatsu no tsuki ga kagayaku pittsua (jap. 双つの月が輝くピッツァ) - 238. Joōsama no taruto (jap. 女王さまのタルト) - 239. Kanojo no faitingusutairu (jap. 彼女のファイティングスタイル) - 240. Kawaikunai (jap. かわいくない) - 241. Bushi no homare (jap. 武士の誉れ) - 242. Ippon no yaiba (jap. 一本の刃) - 243. Ichinen bōzu (jap. 一年坊主) - 244. 4nd BOUT (jap. 4th BOUT) |                     |                        |                   |                        |
| 29 | 2 maja 2018         | ISBN 978-4-08-881361-5 | 27 września 2021  | ISBN 978-83-8096-801-1 |
| Lista rozdziałów - 245. „Kawai-sa” no karisuma (jap. "可愛さ"のカリスマ) - 246. Kawaī joō-sama (jap. カワイイ"女王"様) - 247. Kōri no joō (jap. 氷の女王) - 248. Bonjin no kimochi (jap. 凡人の気持ち) - 249. Kimi no Yokogao (jap. 君の横顔) - 250. Tsukasa Eishi to iu otoko (jap. 司瑛士という男) - 251. Manekarezaru kyaku (jap. 招かれざる客) - 252. Shūkyoku-sen (jap. 終局戦) - 253. Shin no bishoku (jap. 真の美食) |                     |                        |                   |                        |
| 30 | 4 lipca 2018        | ISBN 978-4-08-881411-7 | 26 listopada 2021 | ISBN 978-83-8096-802-8 |
| Lista rozdziałów - 254. Kyōen to kiga (jap. 饗宴と飢餓) - 255. Kōya ni madou mono (jap. 荒野に惑う者) - 256. Shiroki yoroi no gen'yō (jap. 白き鎧の眩耀) - 257. Hissatsu ryōri no tsukurikata (jap. 必殺料理の作り方) - 258. Hissatsu no ryōri (jap. 必殺の料理) - 259. Futari no shokugeki (jap. 二人の食戟) - 260. Hissatsu no kōsu ryōri (jap. 必殺のコース料理) - 261. Hangyaku no tenshi (jap. 反逆の天使) - 262. Kibō no uta (jap. 希望の唄) |                     |                        |                   |                        |
| 31 | 4 września 2018     | ISBN 978-4-08-881563-3 | 26 stycznia 2022  | ISBN 978-83-8096-803-5 |
| Lista rozdziałów - 263. Shinsei "Tōtsuki gakuen" (jap. 新生”遠月学園") - 264. Sashidashinin: Tadokoro Megumi (jap. 差出人：田所恵) - 265. Sōma to Megumi no yukemuri jiken-bo sono 1 ~ yuge no mukō ni hisomu yami ~ (jap. 創真と恵の湯けむり事件簿 其の1 ～湯気の向こうに潜む闇～) - 266. Sōma to Megumi no yukemuri jiken-bo sono 2 ~ tachi noboru shokugeki no kaori ~ (jap. 創真と恵の湯けむり事件簿 其の2～立ち昇る食戟の香り～) - 267. Sōma to Megumi no yukemuri jiken-bo sono 3 ~ mayonaka no ryōrinin ~ (jap. 創真と恵の湯けむり事件簿 其の3 ～真夜中の料理人～) - 268. Sōma to Megumi no yukemuri jiken-bo sono 4 ~ Tōtsuki gakuen dai jusseki Tadokoro Megumi ~ (jap. 創真と恵の湯けむり事件簿 其の4 ～遠月学園第十席 田所恵～) - 269. Sōma to Megumi no yukemuri jiken-bo sono 5 ~Megumi no hosupitariti~ (jap. 創真と恵の湯けむり事件簿 其の5 ~恵のホスピタリティ~) - 270. Hontō no hannin (jap. 本当の犯人) - 271. Sedai saikyō no musuko (jap. 世代最強の息子) |                     |                        |                   |                        |
| 32 | 4 grudnia 2018      | ISBN 978-4-08-881645-6 | 25 marca 2022     | ISBN 978-83-8096-804-2 |
| Lista rozdziałów - 272. Fuon’naru raihō-sha (jap. 不穏なる来訪者) - 273. Mō hitori no musuko (jap. もう一人の息子) - 274. "Sensei vs dai isseki (jap. 先生 vs 第一席) - 275. Socchi no hō ga omoshirē (jap. そっちの方が面白れぇ) - 276. Boppatsu!? Ravu batoru (jap. 勃発!? 恋愛バトル) - 277. 2-nensei gakki matsu shiken (jap. ２年生学期末試験) - 278. Yoru wa ugomeite (jap. 夜はうごめいて) - 279. Noroshi o agero (jap. 狼煙を上げろ) - 280. Gyakuten no kōki (jap. 逆転の香気) - 281. Za burū (jap. THE BLUE) |                     |                        |                   |                        |
| 33 | 4 lutego 2019       | ISBN 978-4-08-881719-4 | 26 maja 2022      | ISBN 978-83-8096-805-9 |
| Lista rozdziałów - 282. Yukihira to iu basho (jap. ゆきひらという場所) - 283. Nerau mono, nerawa reru mono (jap. 狙う者、狙われる者) - 284. Shini yuku ryōrinin (jap. 死にゆく料理人) - 285. Saigo no bansan (jap. 最後の晩餐) - 286. Shefu no puraisui (jap. 料理人の価値) - 287. Konbini no gassen (jap. コンビニの合戦) - 288. Hakaku no teishoku (jap. 破格の定食) - 289. Ore wa omae ni naritai (jap. 俺はお前になりたい) - 290. Mayonaka no shinka (jap. 真夜中の真価) |                     |                        |                   |                        |
| 34 | 4 kwietnia 2019     | ISBN 978-4-08-881796-5 | 26 lipca 2022     | ISBN 978-83-8096-806-6 |
| Lista rozdziałów - 291. Inō no ryōrijin (jap. 異能の料理人) - 292. Motsu mono to, motazaru mono (jap. 持つ者と、持たざる者) - 293. Takeru āmudo (jap. 猛る兵装) - 294. Manatsu no kurisumasu (jap. 真夏のクリスマス) - 295. Yukihira Sōma no „inō” (jap. 幸平創真の"異能") - 296. Kurosu naibuzu (jap. 交差する刃) - 297. Kaketa hangetsu (jap. 欠けた半月) - 298. Futari ni wa (jap. 二人には) - 299. In’yō gokon (jap. 陰陽互根) |                     |                        |                   |                        |
| 35 | 4 czerwca 2019      | ISBN 978-4-08-881841-2 | 26 września 2022  | ISBN 978-83-8096-807-3 |
| Lista rozdziałów - 300. Juganmon (jap. 呪願文) - 301. Kōri no majo (jap. 氷の魔女) - 302. Mashu sōga (jap. 魔手爪牙) - 303. „Kami no shita” no zetsubō (jap. "神の舌"の絶望) - 304. „Kami no shita” no noroi (jap. "神の舌"の呪い) - 305. Oyaji goe (jap. 親父越え) - 306. Issen sōchō (jap. 一箭双雕) - 307. Majutsushi no mahō (jap. 魔術師の魔法) - 308. Shitagaeru mono (jap. 従える者) |                     |                        |                   |                        |
| 36 | 4 października 2019 | ISBN 978-4-08-882073-6 | 25 listopada 2022 | ISBN 978-83-8242-425-6 |
| Lista rozdziałów - 309. Sono kokoro wa (jap. その心は) - 310. Bimi no gekitotsu (jap. 美味の激突) - 311. Shippai no aji (jap. 失敗の味) - 312. Jibunjishin no aji (jap. 自分自身の味) - 313. „Kami no shita” ni madou mono (jap. "神の舌"に惑う者) - 314. Gokujō no ishitachi (jap. 極上の石たち) - 315. Shokugeki no Sōma (jap. 食戟のソーマ) - 316. Dezāto -shō 1- Le Présent (jap. デザート-章1-Le Présent) - 317. Dezāto -shō 2- Le Passé (jap. デザート-章2-Le Passé) - 318. Dezāto -shō 3- Le Futur (jap. デザート-章3-Le Futur) |                     |                        |                   |                        |